# Valiato
Valiato, también transcrito como waliato, vilayato o vilaya (en árabe: ولاية‎; en turco y persa, vilayet; en húngaro: vilájet) es una subdivisión administrativa de algunos países musulmanes. La pronunciación del vocablo árabe,  wilāyah, en turco es vilayet y era el nombre de las antiguas provincias del Imperio otomano. La palabra suele traducirse por provincia y menos veces por gobernación. La palabra viene del árabe w-l-y «gobernar»: un valí (wāli), «gobernador», gobierna una wilayah, «lo que se gobierna». Bajo el Califato, hacía referencia a cada uno de los estados casi soberanos.
Existen valiatos en muchos países, como Argelia, Marruecos, Túnez, Sudán, Omán y Sahara Occidental. Entre 1541 y 1686 existió asimismo el valiato de Buda en la Hungría conquistada por los turcos otomanos, que era el principal después de los otros valiatos húngaros de Temesvár (1552), Eger (1596), Nagykanizsa (1600), Várad (1660) y Érsekújvár (1663). Luego de ser reconquistado por los Habsburgo, el reino de Hungría, que estuvo dividido en tres partes durante la ocupación turca, se volvió a unificar y los valiatos dejaron de existir.
Los campos de refugiados saharauis de Tinduf se encuentran divididos en cuatro asentamientos, denominados wilayas, cada uno de los cuales está compuesto de varias dairas.

## Uso en países específicos

### Mundo árabe
En Marruecos, organizado en prefecturas y provincias, un valiato - traducido por provincia - puede provocar confusión y es una organización administrativa de una gran concentración urbana. En el caso de Sudán se utiliza el término estado, mientras que en Mauritania se traduce como región.
Las gobernaciones de Irak (muhafazah) son a veces traducidas como provincias, en contraste con los documentos oficiales iraquíes y el uso general en los otros países árabes. Esto entra en conflicto de alguna manera con la traducción general de muhafazah (gobernación) y valiato (provincia).
En árabe, cuando se habla de los Estados Unidos, la voz «wilāyah» se emplea para referirse a cada uno de los estados de la Unión, y a los Estados Unidos, como conjunto, se les llama الولايات المتحدة (al-Wilāyāt al-Muttaḥidah), que significa literalmente «los vilayatos unidos». En árabe, la palabra «Estado» en otros contextos es dawla (en plural, duwal).
Véase también:
- Provincias de Argelia
- Provincias de Omán
- Regiones de Mauritania
- Estados de Sudán
- Gobernaciones de Túnez

### Kenia y Tanzania
En Kenia, el término valiato es un término en suajili que se refiere a los distritos administrativos en que se dividen las provincias.
- Distritos de Kenia
- Distritos de Tanzania

### Malasia e Indonesia
Wilayah Persekutuan es el término malayo para designar el territorio federal. En Malasia, el término valiato se utiliza para representar las zonas controladas por el gobierno central. Wilayah Persekutuan son las áreas bajo control directo del gobierno federal, al que está subordinado el resto de estados de Malasia. Estados como Penang y Malaca disfrutan de una mayor autonomía del gobierno central, ya que eran antiguas Colonias del Estrecho de Gran Bretaña. Una diferencia importante de la isla de Penang se puede ver en la concesión automática de la ciudadanía a toda persona nacida en ella, independientemente de la nacionalidad de los padres. Este derecho es una forma derivada de una ley de la época británica llamada jus soli. Sin embargo, en realidad ni Penang ni Malaca practican actualmente su estatus de autonomía en el espíritu de unidad dentro de Malasia. No obstante, los estados malayos del este, Sarawak y Sabah, gozan de un alto grado de autonomía del gobierno central. Los malasios peninsulares necesitan pasaportes para viajar al Borneo malayo, aunque en el espíritu de la unión, estos requisitos tal vez acaben en el futuro.
Un antiguo estado ha sido expulsado en el pasado: el estado de Singapur fue expulsado a mediados de los años sesenta de la Federación de Malasia para formar la nueva República de Singapur.
En idioma indonesio, valiato significa «área», «región» o «regional», pero no hace referencia a un nivel de gobierno.

### Imperio otomano

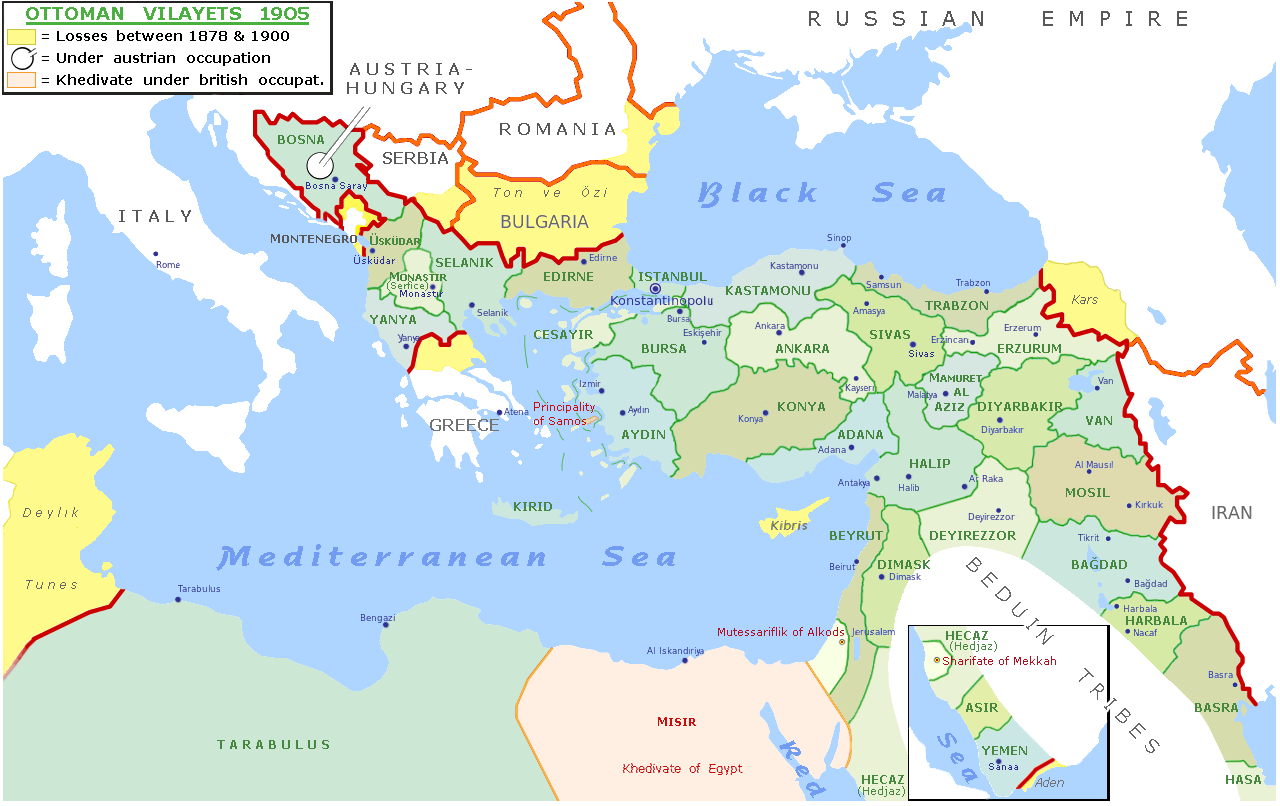
Valiatos otomanos en 1905.

Tradicionalmente, las provincias del Imperio otomano eran conocidas como eyâlets (eyalatos), pero a partir de 1864 se reestructuraron gradualmente en entidades más pequeñas, los vilâyets —la pronunciación turca de la palabra árabe wilāyah. La mayoría fueron subdivididas en sanjaks.
Las actuales provincias de Turquía se llaman il en turco.

### Asia Central y Cáucaso
La palabra en turco otomano para «provincia» (vilâyet) se usa todavía en varias formas similares en algunos países del Asia Central:
- Provincias de Afganistán (en pastún: ولايت‎, Welayat o Velayat), subdivididas en distritos (en pastún: ولسولۍ‎, wolaswale'i);
- Provincias de Tayikistán (singular: viloyat, plural: viloyatho), subdivididas en distritos (en tayiko: ноҳия, nohiya o en ruso: район, raión);
- Provincias de Turkmenistán (singular: welaýat; plural: welaýatlar), subdivididas en distritos (en turcomano: etrap);
- Provincias de Uzbekistán (singular: viloyat; plural: viloyatlar), subdivididas en distritos (en uzbeko: tuman).

En idioma tsez, a los distritos de Daguestán también se les conoce como вилайат (vilayat), en plural вилайатйоби (wilayatyobi). Pero el término район (rayon), plural районйаби (rayonyabi), también se emplea.
El Emirato del Cáucaso, un autoproclamado Estado sucesor de la no reconocida República Chechena de Ichkeria, se divide en vilayatos.

### Irán
En Irán, la palabra se usa también de forma no oficial.

### Asia meridional
En urdu, el término vilayato se utiliza para referirse a cualquier país extranjero, y vilayati, como adjetivo, sirve para indicar un artículo importado o bueno.
El término blighty, en argot británico, deriva de esta palabra, vía el hecho de que el exterior británico se refiere usando esta palabra durante el tiempo del Imperio Británico Raj.